# 隋东亮
隋东亮（1977年9月24日—），中国辽宁省大连人，退役足球运动员，司职前卫，曾擔任中超球队北京国安担任一线队代理主教练，现任国安队助理教练。

## 职业生涯简介
12岁时，隋东亮离开家乡大连，来到北京八一体工大队红山口训练基地，加盟八一队开始自己的足球生涯。1993年，被当时的健力宝青年队主教练相中，开始自己的巴西留学生涯。在这支健力宝青年队中，他与张效瑞、李金羽、李铁并称“四小天鹅”，被认为是极富潜力的新星。在1997年世界杯预选赛亚洲区十强赛期间，被紧急招入国家队，但本届国家队并未能冲入1998年在法国举行的世界杯足球赛。
1998年，隋东亮正式回到八一足球队效力，在场上担任前卫，承担全队的组织任务。他的远射和助攻，成为了八一队的得分利器。但随着八一队在2003年降级并解散，隋东亮也改换门庭，于2004年初加盟北京国安队，并迅速成为了该队主力球员之一。他也帮助球队在2007年夺得了中国足球超级联赛亚军。但随着国安小将黄博文的成长，隋东亮也开始渐渐淡出主力阵容，但这并不代表他在球队的地位发生了动摇。在关键场次，他仍是教练员手中一枚重要的棋子。2009年，在出场次数不多的情况下，隋东亮仍然在北京国安客场6:2大胜长春亚泰的比赛中攻入一球；最终在该赛季，他随北京国安队获得了联赛冠军。
2009年底，隋东亮被调整出北京国安一线队阵容，最终，他选择了以助理教练身份与北京国安梯队一起征战新加坡联赛。2015年起，隋东亮成为国安预备队的主教练。
2022年8月12日，北京国安一线队在客场1:5败给升班马武汉三镇队之后，俱乐部官方宣布主教练谢峰下课的同时任命隋东亮为一线队代理主教练，带领球队征战中超。